# Гриццана-Моранди
Гриццана-Моранди (итал. Grizzana Morandi) —  коммуна в Италии, располагается в регионе Эмилия-Романья, подчиняется административному центру Болонья.
Население составляет 3694 человека, плотность населения составляет 48 чел./км². Занимает площадь 77 км². Почтовый индекс — 40030. Телефонный код — 051.
Покровителем коммуны почитается святой архангел Михаил, празднование 29 сентября.